# Ньюджент, Энтони, 9-й граф Уэстмит
Энтони Фрэнсис Ньюджент, 9-й граф Уэстмит (англ. Anthony Francis Nugent, 9th Earl of Westmeath; 1 ноября 1805 — 12 мая 1879) — ирландский пэр.

## Биография
Родился 1 ноября 1805 года. Старший сын Уильяма Томаса Ньюджента, 5-го барона Ньюджента из Риверстона (1773—1851), и Кэтрин Беллью из Маунт-Беллью в графстве Голуэй. Потомок Томаса Ньюджента, 1-го барона Ньюджента из Риверстона (? — 1715), второго сына Ричарда Ньюджента, 2-го графа Уэстмита (1621—1684). Он получил образование в Тринити-колледже в Дублине.
6 сентября 1851 года после смерти своего отца Энтони Фрэнсис Ньюджент унаследовал титул 6-го барона Ньюджента из Риверстона (Пэрство Ирландии).
5 мая 1871 года после смерти своего дальнего родственника, Джорджа Ньюджента, 1-го маркиза Уэстмита (1785—1871), не оставившего после себя наследников мужского пола, Энтони Фрэнсис Ньюджент унаследовал титулы 9-го графа Уэстмита (Пэрство Ирландии) и 14-го барона Делвина (Пэрство Ирландии).
3 октября 1829 года Энтони Ньюджент женился на Энн Кэтрин Дейли (? — 27 сентября 1871), дочери Мэлаки Дейли и Джулии Берк. У супругов было восемь детей:
- Капитан Достопочтенный Мэлаки Дейли Ньюджент (? — 20 октября 1862)[1], погиб в бою во время Тайпинского восстания, Китай
- Достопочтенная Джулия Кэтрин Энн Ньюджент (3 июня 1830 — 25 июня 1859)[1], в 1858 году она вышла замуж за Джорджа Брауна, 3-го маркиза Слайго[англ.]
- Леди Мэри Фрэнсис Ньюджент (3 октября 1831 — 1 сентября 1892)[1], в 1857 году она вышла замуж за сэра Томаса Берка, 3-го баронета[англ.], от брака с которым у неё было шестеро детей.
- Уильям Сент-Джордж Ньюджент, 10-й граф Уэстмит (28 ноября 1832 — 31 мая 1883)[1], второй сын и преемник отца.
- Достопочтенный Чарльз Энтони Ньюджент (10 марта 1836 — 8 ноября 1906)[1], в 1875 году он женился на Гертруде О’Конор из Маунт-Друид, графство Роскоммон
- Леди Оливия Джейн Ньюджент (20 марта 1838 — 21 января 1903), в 1859 году она вышла замуж за Патрика Джозефа Махона Пауэра из Фейтлегга, графство Уотерфорд
- Леди Энн Элизабет Шарлотта Ньюджент (5 октября 1839 — 1 декабря 1906), в 1864 году она вышла замуж за полковника Джона Арчера Дейли (бывшего Блейка) из Рафорда и Барны, от брака с которым у неё было двое детей.
- Достопочтенный Ричард Энтони Ньюджент (12 ноября 1842 — 19 января 1912)[1], в 1877 году он женился на Терезе Генриетте Градуэлл из Даут-Холла, графство Мит, и имел шестерых детей.